# Oberhallau
Oberhallau é uma comuna da Suíça, no Cantão Schaffhausen, com cerca de 418 habitantes. Estende-se por uma área de 6,04 km², de densidade populacional de 69 hab/km². Confina com as seguintes comunas: Gächlingen, Hallau, Neunkirch, Schleitheim, Stühlingen (DE - BW).
A língua oficial nesta comuna é o Alemão.